# Maurício Cid
Maurício Cid Fernandez Morais (Santos, 1 de abril de 1985) é um streamer brasileiro que atualmente apresenta suas lives na plataforma Twitch, também conhecido como Cid Não Salvo e Cid Cidoso. É o criador do blog Não Salvo, em que desde 2008 compartilha imagens e vídeos humorísticos.
Maurício Cid, conhecido pelo blog "Não Salvo", é famoso por suas pegadinhas e conteúdos humorísticos na internet. Um exemplo notável de sua criatividade é a história em que ele criou um "Google" personalizado para seu pai. Em resposta ao hábito de seu pai de constantemente pedir para ele buscar informações na internet, Cid desenvolveu uma página falsa que se parecia com os resultados de pesquisa do Google. No entanto, todas as buscas nessa página levavam a resultados cômicos ou absurdos, frequentemente envolvendo o próprio pai de Cid em situações hilárias.

## Anos iniciais
Cid nasceu e foi criado em Santos. Sempre se interessou por tecnologia, tendo feito curso de Técnico em Informática com Ênfase às Redes de Comunicação no Senai de Santos além de se formar na FATEC, no curso Informática com Ênfase em Gestão de Negócios.
Cid foi uma das maiores celebridades brasileiras na época da rede social Orkut, tendo sido criador de mais de mil comunidades, com a alcunha de "C!". Foi no Orkut que fez a primeira propaganda, divulgando uma operadora de celular em suas comunidades em troca de 50 reais. Uma de suas comunidades, "Carlos Três Dias Morto e Nada", inspirou um curta-metragem.

## Repercussão nacional
Maurício Cid, mais conhecido como Cid, ganhou notoriedade nacional como fundador e principal figura do blog Não Salvo, lançado em 2008. O Não Salvo rapidamente se destacou por seu humor irreverente, abordando temas curiosos e engraçados da internet, e tornou-se um dos blogs mais acessados do Brasil. A influência do blog foi significativa na cultura digital brasileira, promovendo e popularizando inúmeros memes e virais.
Além do sucesso com o Não Salvo, Cid expandiu sua presença na mídia digital com o podcast "Não Ouvo". O programa, que discute diversos temas com uma abordagem humorística, também alcançou grande popularidade, consolidando-se como uma referência entre os podcasts de humor do país.
Sua atuação não se limitou à internet; Cid também participou de programas de televisão e outros meios de comunicação, ampliando ainda mais sua visibilidade e impacto no cenário nacional. Seu trabalho ajudou a moldar a forma como o humor é consumido e compartilhado na era digital no Brasil.

## Repercussão internacional
Durante a Copa do Mundo FIFA de 2010, a expressão "Cala a boca, Galvão" se tornou um dos assuntos mais comentados do mundo no Twitter, causando confusão entre não falantes do português. O blog Não Salvo compartilhou um vídeo em inglês que dizia que Galvão seria uma ave ameaçada de extinção, e cada tuíte com a frase "cala boca Galvão" geraria 10 centavos para a conservação da espécie. A história chegou a ser citada pelo New York Times e pelo El País.
Em 2014, Cid criou um canal no YouTube chamado "Korea News Backup" que supostamente publicava trechos de transmissões da televisão da Coreia do Norte. Durante a Copa do Mundo FIFA de 2014, o canal postou vídeos que mostravam a seleção da Coreia derrotando times dos Estados Unidos, China, Japão, entre outros países, e ganhando a competição em uma partida de 8x1 contra o Brasil, quando na realidade o país nem se qualificou para a competição. Diversos jornais internacionais, como o Daily Mirror, Metro, CBC e Toronto Sun divulgaram o acontecido como "propaganda governamental" da Coreia do Norte. Mais tarde, CId revelou o hoax, como ele foi feito, e postou um último vídeo no canal do YouTube.
Em 2015, junto com o blog Desimpedidos, o blog Não Salvo participou de uma campanha para influenciar o resultado do Prêmio FIFA Ferenc Puskás, que elege pela internet o gol mais bonito do ano. Cid apoiou o gol de Wendell Lira, então jogador do Goianésia, em partida contra o Atlético Goianiense. Com milhares de votos influenciados, o brasileiro conquistou o prêmio.
Em 2020 o jogo Tony Hawk’s Pro Skater 1+2 foi anunciado, muitos fãs brasileiros começaram a pedir que a Activision, produtora do game, para que fosse incluído um faixa da Banda Charlie Brown Jr, uma forma de homenagem ao Chorão, que era declaradamente um dos maiores divulgadores da cultura do skate no Brasil. Encabeçados por seu conterrâneo, Cid Cidoso junto com outros influencers como o skatista profissional Bob Burnquist, os internautas começaram a fazer diversos pedidos nas páginas oficiais da Activision e do Tony Hawk. Foram mais de 200 mil pessoas engajadas e 3 milhões de pessoas alcançadas numa única publicação no twitter. Como trunfo a produtora do game colocou a música “Confisco” do Charlie Brown Jr. O twitter oficial da banda agradeceu Cid Cidoso por essa empreitada.

## Produções
Em 2013, deu uma entrevista para Rafinha Bastos no canal 8 minutos.. Em abril de 2013 o canal de televisão Mix tv contratou os influencers Kéfera Buchmann, dona de um dos maiores canais brasileiros no YouTube, o “5inco Minutos”,  e Cid Cidoso, dono do blog Não Salvo que naquele ano alcançava a marca de um milhão de visitas diárias; Com tamanho sucesso do Blog, Cid apresentou um programa homônimo, o Não Salvo Na Mix, que passava semanalmente no canal Mix TV, que fazia parte do Grupo Mix de Comunicação. Em 2014 o canal contou ainda com um especial "Não Salvo de Verão". Seu programa ficou no ar até 2015, nele, Cid mostrava a internet de um jeito que você nunca antes visto, apresentando de um jeito mais informal, mostrando virais e notícias da internet. Em 2015, participou do programa The Noite com Danilo Gentili.. Em 2017, participou do reality show Entubados.. Criou o podcast Não Ouvo, produzido entre 2015 e 2021.

## Reconhecimento
O blog Não Salvo foi eleito como “Melhor blog 2010′′ pela Folha de SP. No ano seguinte, foi eleito “Blog do ano” pelo Melhores da Websfera, premiação realizada pelo Youpix, a mesma premiação que rendeu a Cid os prêmios de Blogueiro do ano, Agitador Web do ano e Troll do ano.
Cid foi considerado umas das 100 pessoas mais influentes em 2012, em levantamento pela Revista Época.